# Franjo Marković
Franjo Marković (Kőrös, 1845. július 26. – Zágráb, 1914. szeptember 15.), horvát filozófus, költő, író, politikus, akadémikus, egyetemi tanár, a Zágrábi Egyetem rektora.

## Élete és filozófiai munkássága
Nemesi családban született, apja Antun Marković, anyja Josipa Šugh volt. A középiskolát egy zágrábi nemesi kollégiumban végezte, és 1862-ben fejezte be. 1862-ben Bécsbe ment klasszika-filológiát és szlavisztikát tanulni. Tanulmányait 1865-ben fejezte be, majd a következő évben letette a középiskolai tanári vizsgát. Gimnáziumi helyettesítőként, majd rendes tanárként dolgozott az Eszéki Gimnáziumban. 1870 és 1874 között a zágrábi Klasszikus Gimnázium tanára volt. 1870-ben egy politikai tüntetés után otthagyta a szolgálatot és Bécsbe ment filozófiát tanulni, majd Drezdában, Lipcsében, Berlinben és Párizsban tanult, végül 1872-ben Bécsben filozófiából doktorált.
1874-ben a Zágrábi Egyetem önálló Filozófiai Tanszékének vezetőjévé és a Filozófiai Kar dékánjává nevezték ki. Ebben az évben alapították újjá a Zágrábi Egyetemet, azon belül a Filozófiai Kart (akkor Bölcsészeti) és a Filozófiai Tanszéket. Marković 1881-től 1882-ig volt az egyetem rektora. Az egyetemen 1909-ig, nyugdíjazásáig tanított. 1872-től 1873-ig a „Vijenac” folyóirat szerkesztője volt, 1875-től a Matica hrvatska elnökségi tagja, 1876-tól a Jugoszláv Tudományos és Művészeti Akadémia (JAZU) rendes tagja volt.
A 19. század utolsó két évtizedében a kőrösi kerület képviselője volt a horvát parlamentben. A mérsékelt ellenzék tagjaként a politikában ragaszkodott az etikai elvekhez. A horvát kisnemesség képviselőjeként védte a horvát érdekeket a magyar terjeszkedéssel szemben, szorgalmazta az alkotmányosság, a politikai szabadságjogok védelmét valamint a lakosság szellemi haladását és anyagi fejlődését. Minden filozófiai tudományterületről (logika, pszichológia, tudomány, metafizika, etika, esztétika, megismeréstudomány, pedagógia és filozófiatörténet) tartott előadásokat. Abban az időben a bölcselet általános fogalmán belül a történelmet, a földrajzot, a nyelvészetet, antropológiát, a pedagógiát, természettudományokat és a matematikát is tanítottak, de ezeket más professzorok tanították.
Követte az aktuális szellemi mozgalmakat, olvasott német, francia, angol és más szerzőket, még ha nem is helyeselte azokat, de megismertette hallgatóit műveikkel. A filozófia professzoraként szisztematikusan tanított, fordított és írt a horvát népi nyelven, mellyel jelentősen befolyásolta a horvát professzionális filozófiai terminológia fejlődését. Markovic, aki az egyetemen a paptanárok után a filozófia első világi professzora volt a filozófia öntudatát ápolta a skolasztikus tradícióval és az újskolasztikával szemben, amelyet akkoriban népnyelven írva Ante Bauer, a kar professzora és más teológusok hirdettek. Ezzel szemben a metafizikát védve szembeszállt a materializmussal és a pozitivizmussal, amely akkoriban hatolt be Horvátországba. Munkásságát majd később tanítványa, Albert Bazala folytatta.

## Irodalmi munkássága
Irodalmi munkásságának korai szakaszát a balladák és románcok (Zla kob, U svetu zemlju, Šaš-polje) fémjelzik, amelyekre leginkább a német romantika, de az angol, skandináv és lengyel balladaköltészet is hatott. Az 1860-as években két romantikus verset írt: „Dom i svijet” (1883) és „Kohan i Vlasta” (1868). A „Dom i svijet” (Otthon és világ) egy idilli költemény három dalban egy horvát értelmiségi sorsáról Bach-korszak abszolutizmusa idején. Politikai elkötelezettsége és aktuális témája miatt közelebb áll a verses novellák műfajához. A mai Lengyelország területén élt obodrita szlávok germán uralom elleni harcának témájával a Kohan és Vlasta sokkal közelebb áll a lengyel költő példaképekhez, különösen Adam Mickiewicz „Konrad Walenrod” című verséhez. 1869-ben Marković August Šenoával, Ivan Dežmannal és Ivan Trnskivel megalapította a „Vijenac” című folyóiratot, amelyben színházi kritikusként, 1872-ben szerkesztőként is dolgozott.

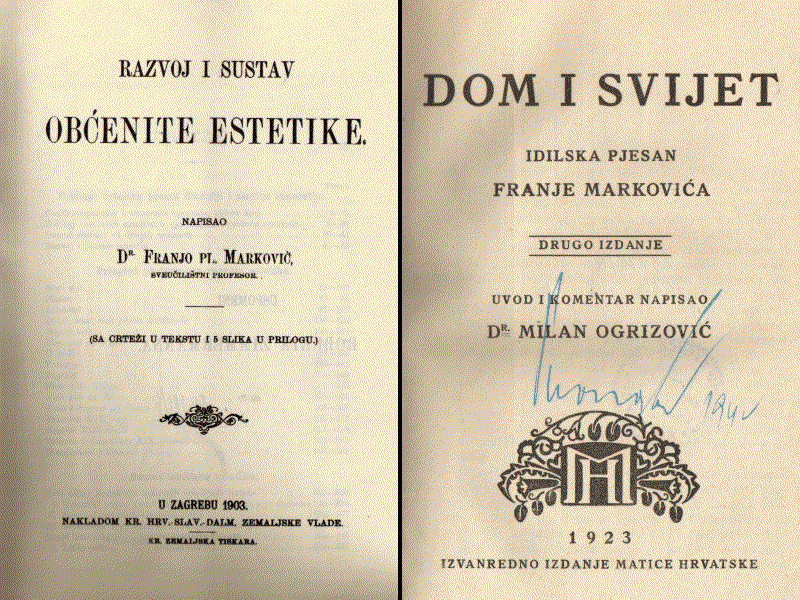
Marković „Razvoj i sustav obćenite estetike” és „Dom i svijet” című műveinek 1903-as, illetve 1923-as kiadása

Bécsi szerkesztői pályafutása során két történelmi témájú tragédiát publikált öt felvonásban: A „Benko Bot” bemutatója 1899-ben, és a „Karlo Drački” (Durazzói Károly) bemutatója pedig 1894-ben volt. A tragikus cselekményeket a távoli történelemben (13. és 14. század) helyezve el. Markovic hőseinek heroikus jelentőséget tulajdonított, mely motiválta patetikus drámai stílusát, de közvetve aktuális világnézeti üzeneteket is közvetített közönsége számára a nemzeti felszabadulásról és függetlenségről. A „Zvonimir, kralj hrvatski i dalmatinski” (Zvonimir, a horvátok és a dalmátok királya, 1877, bemutató 1878) című tragédiában Marković megvalósította esztétikai elképzeléseit a drámáról, mint a legmagasztosabb és formailag legtökéletesebb irodalmi műfajról.
Esztétikai nézeteit mutatta be „Prilog estetičkoj nauci o baladi i romanci” (A balladák és románcok esztétikai tudományához, 1898) és „Razvoj i sustav obćenite estetike” (Az általános esztétika fejlődése és rendszere, 1903) című elméleti vitáiban. Bár viszonylag korán a tudományos, kritikai és politikai munkának szentelte magát, Markovic a 19. század második felének egyik legjelentősebb horvát irodalmi szerzője is volt. Minden műfajban jelentősen hozzájárult a horvát irodalom fejlődéséhez, eredeti verses szövegeivel, Mickiewicz és Malczewski fordításaival pedig kiemelkedő szerepet játszott a horvát verses műfaj reformjában és modernizálásában.

## Emlékezete
1929 óta a nevét viseli a zágrábi Gornji Grad (Felsőváros) egyik utcája.

## Fordítás
- Ez a szócikk részben vagy egészben  a   Franjo Marković című angol Wikipédia-szócikk ezen változatának fordításán alapul.  Az eredeti cikk szerkesztőit annak laptörténete sorolja fel. Ez a jelzés csupán a megfogalmazás eredetét és a szerzői jogokat jelzi, nem szolgál a cikkben szereplő információk forrásmegjelöléseként.
- Ez a szócikk részben vagy egészben  a   Franjo Marković című horvát Wikipédia-szócikk ezen változatának fordításán alapul.  Az eredeti cikk szerkesztőit annak laptörténete sorolja fel. Ez a jelzés csupán a megfogalmazás eredetét és a szerzői jogokat jelzi, nem szolgál a cikkben szereplő információk forrásmegjelöléseként.